# Чхеидзе, Гога
Гога Чхеидзе (род. 11 февраля 1996 года) - грузинский тяжелоатлет, призёр чемпионата Европы 2019 года. 

## Карьера
В 2018 году грузинский спортсмен впервые выступил на взрослом чемпионате Европы где занял 4-е место в категории до 69 кг, показав сумму 309 кг. 
В 2018 году принял участие в чемпионате мира в Ашхабаде. Выступал в новой весовой категории до 67 кг. В результате стал 7-м, с весом на штанге по сумме двух упражнений - 311 кг. 
На чемпионате Европы 2019 года, в Батуми, грузин в упражнении толчок завоевал малую серебряную медаль (169 кг), по сумме двух упражнений он стал бронзовым призёром континентального первенства.
В апреле 2021 года на чемпионате Европы в Москве, в весовой категории до 67 кг, Гога занял итоговое пятое место с результатом 310 килограммов. В упражнении "толчок" он сумел завоевать малую бронзовую медаль с результатом 170 кг.

## Достижения
Чемпионат Европы
| Результат | Вес       | Год  | Место соревнований | Рывок | Толчок | Общий вес |
| Бронза    | до 67 кг. | 2019 | Батуми, Грузия     | 139,0 | 169,0  | 308,0     |